# Degré de polymérisation

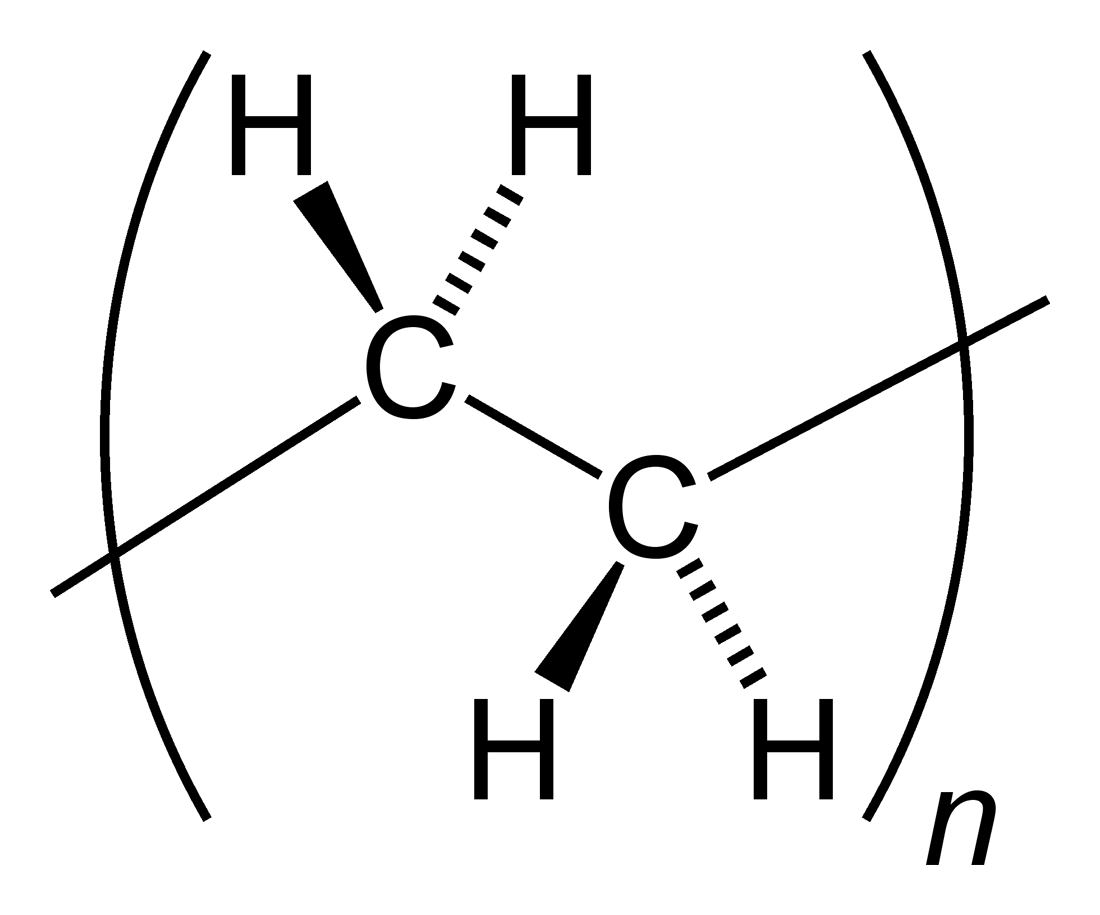
Polyéthylène. Aux formules structurales, le degré de polymérisation est souvent indiqué par "n".

Le degré de polymérisation (DP) définit la longueur d'une chaîne polymère. DP est le nombre d'unités monomères (unités répétitives) constitutives de cette chaîne. Le degré de polymérisation est directement proportionnel à la masse molaire du polymère.

Il est exceptionnel qu’un polymère synthétique soit formé de chaînes de même degré de polymérisation, on a plutôt une distribution de chaînes de longueurs différentes ; on parle plus précisément de degré de polymérisation moyen en nombre, {\displaystyle {\overline {DP}}_{n}} ou {\displaystyle {\overline {X}}_{n}}. Il est égal au rapport de la masse molaire moyenne en nombre du polymère à la masse molaire de l'unité monomère, soit :
{\displaystyle {\overline {DP}}_{n}={\frac {{\overline {M}}_{n}}{M_{0}}}}.
Si le degré de polymérisation est compris entre 2 et quelques dizaines, les chaînes sont appelées oligomères.

## Influence sur les propriétés physiques
Les propriétés spécifiques de l'état macromoléculaire (par opposition à l'état simple) apparaissent pour des degrés de polymérisation élevés. En général, la viscosité, la température de fusion, la résistance mécanique et la température de transition vitreuse d'un matériau polymère augmentent avec DP, jusqu'à une valeur limite.

Ainsi, les masses molaires de la plupart des polymères linéaires fabriqués industriellement sont de l’ordre de dizaines de milliers de grammes par mole, certaines dépassent le million.

## Polymérisation par étapes
Dans le cas d'une réaction de polymérisation par étapes, si toutes les molécules (monomères ou polymères) sont bifonctionnelles et bivalentes (de type X-A-Y, X et Y étant des fonctions antagonistes), le taux de conversion, p [appelé aussi degré (ou taux) d'avancement], de la réaction à l'instant t vaut :
{\displaystyle p={\frac {N_{0}-N_{t}}{N_{0}}}}
avec :
{\displaystyle N_{0}} et {\displaystyle N_{t}}, le nombre de molécules (monomères ou polymères) présentes dans le système au temps initial et au temps t, respectivement.
Or {\displaystyle {\overline {X}}_{n}} est défini par :
{\displaystyle {\overline {X}}_{n}={\frac {N_{0}}{N_{t}}}}
soit :
{\displaystyle {\overline {X}}_{n}={\frac {1}{1-p}}}
Ceci est l'équation de Carothers qui relie {\displaystyle {\overline {X}}_{n}} avec le taux de conversion de la réaction à un instant donné.

Un taux de conversion élevé est requis pour former des polymères de degré de polymérisation élevé. Dans une polymérisation par étapes, si les réactions sont équilibrées, il est nécessaire qu'elles soient quasi totales, souvent en éliminant un produit secondaire (volatil tel H2O ou HCl ; ou bien insoluble) de la réaction au fur et à mesure de sa formation.

## Polymérisation radicalaire en chaîne
Au cas de la polymérisation radicalaire en chaîne, l'équation de Carothers n'est pas valable. Par contre, des chaînes longues sont formées dès le tout début de la réaction. Des temps réactionnels longs augmentent le rendement du polymère, mais ont peu d'effet sur le poids moléculaire moyen du produit. Le degré de polymérisation est relié à la longueur de chaîne cinétique, c'est-à-dire au nombre moyen de molécules de monomère ajoutées à chaque chaîne initiée. Il peut dévier cependant de la longueur de chaîne cinétique pour plusieurs raisons :
- la terminaison de la chaîne peut se faire en tout ou en partie par la recombinaison de deux radicaux en chaîne, ce qui double le degré de polymérisation ;
- le transfert de chaîne au monomère commence une nouvelle macromolécule pendant une même chaîne d'étapes cinétiques, ce qui entraîne une diminution du degré de polymérisation ;
- le transfert de chaîne au solvant ou à un autre soluté (dit un régulateur) diminue aussi le degré de polymérisation.

## Moyenne en nombre et moyenne en masse
Les polymères synthétiques contiennent toujours un mélange des espèces macromoléculaires avec des degrés de polymérisation différentes et alors différentes masses moléculaires. Il y a différents types de masse molaire moyenne d'un polymère, qui sont mesurées dans des expériences différentes. Les deux moyennes les plus importantes sont la moyenne en nombre {\displaystyle {\overline {X}}_{n}} et la moyenne en masse {\displaystyle {\overline {X}}_{w}}.